# Сехемра Хуитауи
Сехемра Хуитауи — фараон начала XIII династии во время Второго переходного периода.

## Свидетельства
Сехемра Хуитауи хорошо засвидетельствован археологическими находками. Фрагменты архитрава из красного гранита размером 0,76 м на 1,8 м с его жизнеописанием были обнаружены во время раскопок в Бубастисе в 1891 году Эдуардом Навиллем для Общества исследования Египта. Сейчас архитрав находится в Британском музее. На другой архитраве, обнаруженной в Танисе, имя Сехемра Хуитауи изображено вместе с именем фараона Хора из XIII династии. Даррелл Бейкер и Райхолт предположили, что такая тесная связь может означать, что он был сыном Хора и, возможно, его соправителем.
Райхолт и Бейкер считают, что оба архитрава происходят не из региона Дельты, а из Мемфиса. Архитравы могли попасть на место их находки после падения XIII династии, когда гиксосы перевезли большое количество памятников из Мемфиса в Аварис и другие города дельты Нила, такие как Бубастис и Танис. Или же архитравы могли оставаться в Аварисе до правления Рамсеса II, когда он построил свою столицу в Пер-Рамсесе, используя материалы из Авариса. Пер-Рамсес был впоследствии разобран во времена XXI династии, а его памятники разбросаны в регионе Дельты.
О Сехемра Хуитауи свидетельствует цилиндрическая печать, хранящаяся сейчас в музее Петри (UC 11527).
В Нубии о нём свидетельствуют 4 оттиска печати из крепости Уронарти и один из крепости Миргисса.